# 福田英子

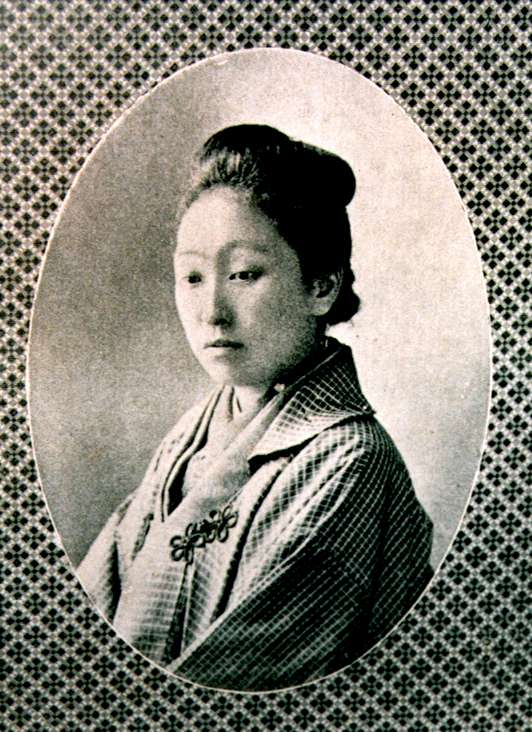
福田英子

福田 英子（ふくだ ひでこ、1865年11月22日（慶応元年10月5日） - 1927年（昭和2年）5月2日）は、明治・大正期に活躍した日本の社会運動家。婦人解放運動のさきがけとして知られ「東洋のジャンヌ・ダルク」と称された。旧姓は景山（かげやま）。

## 来歴

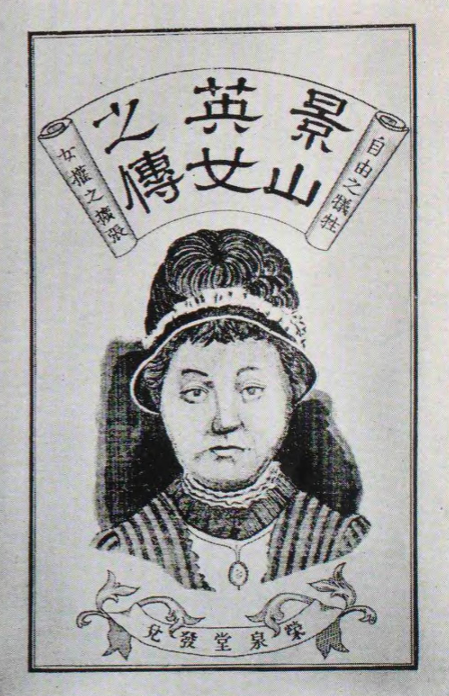
1887年に出版された『景山英女之傳 自由の犠牲女権の擴張』

### 生い立ち
1865年（慶応元年）10月5日、備前国野田屋町に生まれる。本名は英。父親の景山確（かげやま かたし）は備前岡山の下級藩士で、嘉永2年（1849年）より寺子屋を開いて、1871年（明治4年）時には100人以上の生徒を教えていた。母親の景山楳子（かげやま うめこ、1826年 - 1909年、旧姓浦田）は夫より6歳上で、再婚であった。楳子は1872年（明治5年）に県の示達で女子教訓所が作られた際に教師に選ばれると夫の塾の女子生徒を引き入れ、8歳の英子もそこで学ぶこととなった。英子はそこで漢学を学び、読み書き、習字の他に、洋学、筆算などの新しい学問にも接した。
1872年（明治5年）8月、政府により学制が発布され、10月には岡山にも5箇所の学問所が寺を借りてつくられた。1874年（明治7年）4月に第三学問所が男子の化成小学校と女子の研智小学校に分かれ、研智小学校は瓦町の景福寺に移転した。英子は研智小学校に入学し、1879年（明治12年）に卒業すると15歳で同校の助教に任命された。そのころ英子の身近には、漢学の教師霜山先生の兄の西毅一や、英子の姉の夫である沢田正泰、また英子に大きな影響を与えた小林樟雄といった自由民権運動の指導者たちがいた。16歳の暮には縁談の話がきたが、英子は相手が軍人であったため断った。

### 婦人解放運動への目覚め
1882年（明治15年）5月、立憲政党の客員として各地を遊説していた岸田俊子（中島湘烟）が岡山に来て政談演説会をひらいた。婦人の権利拡張を主張したその演説に感化された英子は、岡山の女子親睦会に加わった。1883年（明治16年）には女子親睦会の人々と英子の母も協力して女子教育のための私塾「蒸紅学舎」（じょうこうがくしゃ）を開いた。場所は英子の家で、やがて塾生が増えて盛況となったため教場を筋向かいの磨屋町の寺に移した。しかし1884年（明治17年）9月9日、高崎県令より学舎の停止命令を受ける。その年の8月5日におこなわれた自由党員の主催した納涼大会に学舎の人々が参加したことで、集会条例に違反したというのが理由であった。
情熱をもって取り組んでいた仕事が政府の不当な弾圧によって停止させられたことに憤りを感じた英子は、岡山を離れより広く学ぶことが必要であり、そのために東京に行く決意し、まずは大阪にわたった。その頃大阪では、10月末の自由党解党の大会の開催を前にして自由党の主要な人士が下阪してきており、英子は学資の援助をうけてから東京に向かうことを考えていた。
当時自由党のシンパサイザーとして有名であった大和の豪農土倉庄三郎を銀水楼に訪ねた。しかし土倉には会えず失望しているうちに、小林樟雄が下阪してきた。小林は英子から本心をうち明けられ、志のかたく動かないのを察して、自由党総理板垣退助に紹介した。板垣は栄子の志を深く賞していっさいの面倒をみることを約束し、おくれて下阪してきた土倉にすすめて英子の学費を出資させるとともに、東京における保護者として坂崎紫瀾（坂崎斌）にいっさいを依頼することになった。
そうして英子は1884年（明治17年）11月頃に築地新栄町にあるミッションスクール新栄女学校に入学し、キリスト教の精神を養いながら、英語や心理学、スペンサーの社会哲学などを数カ月間かけて学んだ。

### 大阪事件
- 1885年（明治18年）、大井憲太郎らとともに朝鮮改革運動に加わるが、計画が発覚して逮捕、投獄される（大阪事件）[13]。
- 1889年（明治22年）、大日本帝国憲法発布による大赦令で大阪事件の関係者も出獄することとなった。その後、大井憲太郎と一子をもうけるが、その後離別する[13]。
- 1892年（明治25年）、アメリカ帰りの社会運動家福田友作と結婚する。3人の子を産むが、1900年（明治33年）に友作は死去する[13]。

### 妾の半生涯
- その後、女性の経済的自立を目的として1901年（明治34年）、角筈女子工芸学校を開設して実業教育にあたったが経営に失敗する[3]。このころから石川三四郎と親しくなり、堺利彦らの平民社に出入りして社会主義に近づく[3]。
- 1904年（明治37年）10月、自叙伝『妾の半生涯』を出版する[20]。
- 1905年（明治38年）12月、小説『わらはの思ひ出』を出版する[21]。

### 世界婦人
- 1907年（明治40年）、雑誌『世界婦人』を創刊した[22]。安部磯雄、木下尚江、幸徳秋水らの寄稿や、海外の婦人参政権運動の紹介などを掲載し、女性の政治的独立を主張したが、1909年7月第38号をもって終刊となった[22]。
- 治安警察法5条の改正を議会に請願する運動や、足尾鉱毒事件の犠牲者となった谷中村民の救済のため田中正造を後援した[22]。

内村鑑三の角筈の自宅で行われていた角筈聖書研究会に出席し聖書を学んだ。しかし、1907年（明治40年）に、社会主義に批判的であった内村から突然聖書研究会への出席を拒否された。直後、福田は1907年（明治40年）3月15日の『世界婦人』6号に「内村先生に上（たてまつ）る書」を書き、社会主義とキリスト教の神の摂理は一致しているのではないか、心霊上の及第にまさって物界の救助をはかることが神の真意にかなうものではないかなどと述べて、内村に対し教示を求めた。

### 晩年
晩年は心臓病を患い療養を続けていたが、1927年（昭和2年）5月2日、南品川の自宅で死去した。墓所は染井霊園。

## 家族
英子には、8歳上の姉の沢子、小学校教員となった兄の弘、県会議員である義兄（姉の夫）の沢田正泰がいた。沢田家は士族だが米穀商などを営む豪商地主で、正泰は自由民権家で、大阪事件の裁判では英子の代言人（弁護士）を務めた。正泰は岡山県代言人組合会長、岡山県議会議員（自由党）を務め、家業の米穀商のほか、鉱山経営で財を成した。米騒動の際には内山下の自宅に放火された。政泰の四女の婿養子に沢田豊丈がいる。
英子の夫の福田友作（1865 - 1900）は、栃木県下都賀郡穂積村間中（現・小山市間中）の近在でも屈指の蚕種問屋の長男に生まれた。友作の実家は代々庄屋を勤める大地主で、享保年間に福田長左衛門が北陸より浄土真宗の移民を勧誘して一村を開拓した（現在の三和町尾崎長左衛門新田）。福田は早くから自由民権運動に傾倒し、1883年（明治16年）5月には地元の演説会に代表者として登壇した。18歳で渡米し、粕谷義三らとともにミシガン大学で学び法学士を取得した。自由党が解散し、立憲改進党が分裂して自由民権運動が敗北した1884年以降に渡米中の壮士らが結成した「在米愛国同盟会」の一員となった。1890年に帰国後、外国語学校である同人社で1891年まで教鞭をとった。この頃、友作夫婦の家に一時石川三四郎が寄宿していた。1892年に、友作が英子と結婚するために前妻を離縁したことから実家の不興を買ったため、結婚生活は困窮を極め、英子に手を上げるなど夫婦喧嘩が絶えなかった。しかし、英子は自伝で幸せな結婚生活だったと述懐している。友作は、大井憲太郎率いる東洋自由党に参加して、普通選挙期成同盟会、日本労働協会の活動に従事したほか、高野房太郎、城常太郎、沢田半之助らがサンフランシスコで結成した「職工義友会」（労働組合期成会の前身）の東京支部も支援した。1898年（明治31年）頃より脳を病み（医師の診断では脳梅毒）、翌年三男が生まれた日に発狂して、半年ほど座敷牢で暮らしたのち1900年（明治33年）4月23日に36歳で死去した。夫の没後、英子はかねてより夫婦の親しい友人であった石川三四郎と同居し活動を共にした。
英子の子供には、大井憲太郎との間の男児の竜麿、福田友作との間の哲郎、侠太、千秋の三兄弟がいた。千秋（1899年生）は石川三四郎と養子縁組して石川姓を名乗った。

## 著書
- 福田英子『妾の半生涯』東京堂、1904年
- 福田英子『わらはの思ひ出』平民書房、1905年

『妾の半生涯』は自叙伝で、『わらはの思ひ出』は小説である。1998年には村田静子・大木基子編による著作集『福田英子集』（不二出版、ISBN 4-938303-22-1）が刊行されている。

## 登場作品
- 『わが恋は燃えぬ』：1949年、松竹映画（演：田中絹代、役名：平山英子）
- 『足尾から来た女』：NHK土曜ドラマ、2014年1月18・25日（演：鈴木保奈美）
- 『王道の狗』